# Puerto Cabezas
Puerto Cabezas là một khu tự quản thuộc tỉnh Región Autónoma del Atlántico Norte, Nicaragua. Khu tự quản Puerto Cabezas có diện tích 5985 ki lô mét vuông. Đến thời điểm năm 2005, huyện Puerto Cabezas có dân số 66169 người.